# Paus Urbanus III
Urbanus III, geboren als Umberto Crivelli (Milaan, ca. 1120 - Ferrara, 19 oktober 1187) was paus van 1185 tot 1187.
Hij werd benoemd tot aartsbisschop van Milaan en kardinaal gecreëerd door paus Lucius III, die hij opvolgde op 25 november 1185.
Zijn korte pontificaat werd overheerst door zijn strijd met keizer Frederik I Barbarossa. Na zijn verkiezing tot paus bleef hij aartsbisschop van Milaan. In die functie weigerde hij Frederiks zoon Hendrik tot koning van Italië te kronen. Deze was getrouwd met Constantia, erfgename van het koninkrijk Sicilië. Terwijl Hendrik in het zuiden samenwerkte met de opstandige Romeinse senaat, blokkeerde Frederik in het noorden de passen van de Alpen en maakte daarmee de communicatie tussen de toen in Verona residerende paus en zijn aanhangers in Duitsland onmogelijk. Urbanus besloot om de keizer te excommuniceren, maar de inwoners van Verona wilden niet dat een dergelijke handeling in hun stad plaatsvond. Hierop vertrok de paus naar Ferrara, waar hij stierf voor hij zijn voornemen kon uitvoeren.
Urbanus werd opgevolgd door Gregorius VIII.
Cursief: tegenpaus
- Biblioteca Nacional de España: XX1616519
- Bibliothèque nationale de France: cb107313571 (data)
- Catàleg d'autoritats de noms i títols de Catalunya: 981058519814906706
- CiNii: DA06194613
- Gemeinsame Normdatei: 119499622
- International Standard Name Identifier: 0000 0000 7821 2792
- Library of Congress Control Number: nr91034558
- Nationale Bibliotheek van Tsjechië: skuk0005684
- Nationale Bibliotheek van Israël: 987007397565505171
- Nederlandse Thesaurus van Auteursnamen: 074414186
- Istituto Centrale per il Catalogo Unico: LO1V188136
- Virtual International Authority File: 85184598